# Backbencher

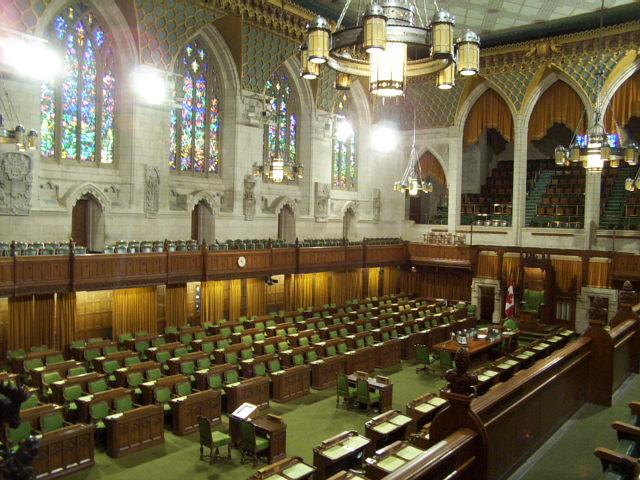
Sala posiedzeń kanadyjskiej Izby Gmin

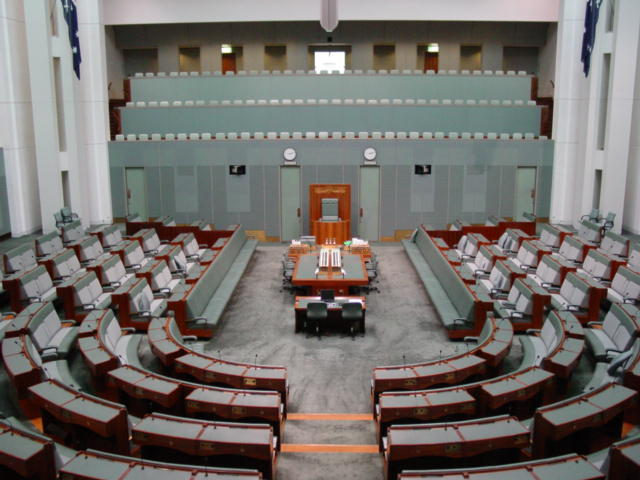
Sala posiedzeń australijskiej Izby Reprezentantów, w której połączono westminsterski i kontynentalny sposób urządzania sali, zachowując jednak wyraźne pierwsze ławy po obu stronach

Backbencher – pojęcie funkcjonujące w systemie politycznym Wielkiej Brytanii oraz innych państw opierających swój ustrój polityczny na modelu westminsterskim, m.in. Australii, Kanady i Nowej Zelandii. Oznacza członka parlamentu, który nie pełni żadnych funkcji w rządzie (jeśli należy do partii rządzącej) lub nie jest członkiem gabinetu cieni (jeśli należy do partii opozycyjnej). W praktyce status taki ma większość parlamentarzystów.
Określenie to pochodzi od angielskich słów back bench, czyli dosłownie „tylna ławka”. W państwach z westminsterskim system rządów sale obrad izb parlamentu są zwykle urządzone na planie prostokąta (a nie półkola, jak w większości parlamentów Europy kontynentalnej). Posłowie partii (lub koalicji) rządzącej oraz posłowie opozycyjni siedzą w rzędach ław poselskich ustawionych naprzeciwko siebie, na dłuższych bokach prostokąta. Posłowie zajmują miejsca w ławach w zależności od swej rangi. Pierwsze ławy po obu stronach zarezerwowane są dla członków rządu i gabinetu cieni (są oni określani jako frontbenchers). Szeregowi deputowani zasiadają za nimi, w tylnych ławach, stąd nazwa backbenchers.
Backbenchers często poczuwają się do lojalności wobec linii programowej partii czy jej kierownictwa w mniejszym stopniu niż frontbenchers. Z tego względu niejednokrotnie wypowiadają się w parlamencie czy mediach nieco bardziej otwarcie niż ich wyżsi rangą koledzy, a niekiedy wręcz inicjują bunty przeciw liderom. Aby temu zapobiegać, w kierownictwie klubów parlamentarnych istnieje funkcja whipów, których zadaniem jest dbanie o to, aby posłowie przestrzegali dyscypliny partyjnej, zwłaszcza w głosowaniach.